# Alex Hutcheson
Alex Hutcheson (Lebensdaten unbekannt) war ein schottischer Fußballspieler.

## Karriere
Alex Hutcheson spielte in seiner Fußballkarriere mindestens von Februar bis März 1891 für den FC Dumbarton. Dabei gelang ihm am 28. März 1891 in seinem letzten von fünf Spielen in der Saison 1890/91, ein Tor beim 5:1-Sieg gegen Third Lanark im Boghead Park. Die Saison schloss er mit seinem Team als Schottischer Meister ab.